# Александровский (Шебекинский район)
Александровский — хутор в Шебекинском районе Белгородской области.
Входит в состав Большегородищенского сельского поселения.

## География
Расположен западнее села Цепляево-Второе и хутора Факовка, в Корочанском лесу.
Через хутор проходит просёлочная дорога; имеется одна улица: Лесная.

## Население
| 2002 | 2010 |
| ---- | ---- |
| 39   | ↘26  |